# Aletta joannae
Aletta joannae är en insektsart som beskrevs av Evans 1955. Aletta joannae ingår i släktet Aletta och familjen dvärgstritar. Inga underarter finns listade i Catalogue of Life.